# Лисянська вулиця (Київ)
Лися́нська ву́лиця — вулиця в Подільському районі міста Києва, в межах Селища Шевченка. Пролягає від вулиці Красицького до Гамаліївської вулиці.
Прилучаються вулиці Мліївська та Лесі Українки.

## Історія
Вулиця виникла у 1-й половині XX століття під назвою 50-а Нова. Сучасна назва — з 1944 року.